# Episodi di Bonanza (dodicesima stagione)
La dodicesima stagione della serie televisiva Bonanza è andata in onda negli Stati Uniti dal 13 settembre 1970 all'11 aprile 1971 sulla NBC.
| nº | Titolo originale              | Prima TV USA      | Titolo italiano | Prima TV Italia |
| -- | ----------------------------- | ----------------- | --------------- | --------------- |
| 1  | The Night Virginia City Died  | 13 settembre 1970 |                 |                 |
| 2  | A Matter of Faith             | 20 settembre 1970 |                 |                 |
| 3  | The Weary Willies             | 27 settembre 1970 |                 |                 |
| 4  | The Wagon                     | 4 ottobre 1970    |                 |                 |
| 5  | The Power of Life and Death   | 11 ottobre 1970   |                 |                 |
| 6  | Gideon the Good               | 18 ottobre 1970   |                 |                 |
| 7  | The Trouble with Trouble      | 25 ottobre 1970   |                 |                 |
| 8  | Thornton's Account            | 1º novembre 1970  |                 |                 |
| 9  | The Love Child                | 8 novembre 1970   |                 |                 |
| 10 | El Jefe                       | 15 novembre 1970  |                 |                 |
| 11 | The Luck of Pepper Shannon    | 22 novembre 1970  |                 |                 |
| 12 | The Impostors                 | 13 dicembre 1970  |                 |                 |
| 13 | Honest John                   | 20 dicembre 1970  |                 |                 |
| 14 | For a Young Lady              | 27 dicembre 1970  |                 |                 |
| 15 | A Single Pilgrim              | 3 gennaio 1971    |                 |                 |
| 16 | The Gold-Plated Rifle         | 10 gennaio 1971   |                 |                 |
| 17 | Top Hand                      | 17 gennaio 1971   |                 |                 |
| 18 | A Deck of Aces                | 31 gennaio 1971   |                 |                 |
| 19 | The Desperado                 | 7 febbraio 1971   |                 |                 |
| 20 | The Reluctant American        | 14 febbraio 1971  |                 |                 |
| 21 | Shadow of a Hero              | 21 febbraio 1971  |                 |                 |
| 22 | The Silent Killer             | 28 febbraio 1971  |                 |                 |
| 23 | Terror at 2:00                | 7 marzo 1971      |                 |                 |
| 24 | The Stillness Within          | 14 marzo 1971     |                 |                 |
| 25 | A Time to Die                 | 21 marzo 1971     |                 |                 |
| 26 | Winter Kill                   | 28 marzo 1971     |                 |                 |
| 27 | Kingdom of Fear               | 4 aprile 1971     |                 |                 |
| 28 | An Earthquake Called Callahan | 11 aprile 1971    |                 |                 |

## The Night Virginia City Died
- Prima televisiva: 13 settembre 1970
- Diretto da: William Wiard
- Scritto da: John Hawkins

### Trama
- Guest star: Paul Kent (dottor Martin), Jon Shank (Tim Moss), Phil Brown (Wade Tucker), Mona Bruns (Mrs. Carter), Mark Tapscott (Hamilton), Lane Bradford (Ira), William Fawcett (Whiskey Smith), Stuart Nisbet (Evans), Angel Tompkins (Mrs. Janie Lund), Edith Atwater (Roberta)

## A Matter of Faith
- Prima televisiva: 20 settembre 1970
- Diretto da: William Wiard
- Scritto da: Jack B. Sowards, John Hawkins

### Trama
- Guest star: Geoffrey Lewis (Rogers), Michael Hinn (Garrison), Lou Frizzell (Dusty Rhoades), Mitch Vogel (Jamie Hunter), Jack Collins (sindaco Corey), Bruce Gordon (Scott), Dabbs Greer (proprietario mercantile)

## The Weary Willies
- Prima televisiva: 27 settembre 1970
- Diretto da: Leo Penn
- Scritto da: Robert Pirosh

### Trama
- Guest star: Harry Holcombe (dottor Martin), Lee Purcell (Angie), Stacy Keach (coltivatore), Kevin Tighe (Krulak), Mayf Nutter (Pellemin), Elisha Cook, Jr. (Marcus), David Hayward (Hurley), Scott Graham (Trimble), Richard Thomas (Billy), Lonny Chapman (Colter), Edith Atwater (Roberta), Remo Pisani (barista)

## The Wagon
- Prima televisiva: 4 ottobre 1970
- Diretto da: James Neilson
- Scritto da: Ken Pettus

### Trama
- Guest star: Denver Pyle (Price Buchanan), Salome Jens (Madge Tucker), Lee J. Lambert (Jase), Stuart Randall (sceriffo Brody), George Murdock (Stuart Getty), Jonathan Lippe (Kyte), Bob Vanselow (Fred Quinn)

## The Power of Life and Death
- Prima televisiva: 11 ottobre 1970
- Diretto da: Leo Penn
- Scritto da: Joel Murcott

### Trama
- Guest star: Tina Menard (donna messicana), Ted Gehring (Matt), Larry Ward (sceriffo), Rupert Crosse (Davis), Evans Thornton (soldato)

## Gideon the Good
- Prima televisiva: 18 ottobre 1970
- Diretto da: Herschel Daugherty
- Scritto da: Ken Pettus

### Trama
- Guest star: A. Martinez (Luis), Richard Kiley (sceriffo Gideon Yates), John Himes (dottor Myles), Wes Bishop (Hicks), Terry Moore (Lydia Yates), Allen Emerson (Pike Rogers), Carmen Zapata (Maria)

## The Trouble with Trouble
- Prima televisiva: 25 ottobre 1970
- Diretto da: Herschel Daugherty
- Scritto da: Jack B. Sowards

### Trama
- Guest star: Ray Young (reverendo Brody), Jeff Morris (Matthew Brody), Edgar Daniels (Tom Blackwell), Chanin Hale (Lily), Lane Bradford (Jack Clanton), Bobby Riha (Eben), Bobo Lewis (signora), G. D. Spradlin (Chip), E. J. Andre (giudice), E. A. Sirianni (Jethro), Gene Evans (Montana Perkins), Athena Lorde (signora), Don Hanmer (Fred), Sunshine Parker (Wally), Harold Holmes (Mark)

## Thornton's Account
- Prima televisiva: 1º novembre 1970
- Diretto da: William F. Claxton
- Scritto da: Preston Wood

### Trama
- Guest star: Jerry Gatlin (Harvey), Carl Reindel (Frank Wells), Heather Menzies (Martha Boyle), Darrell Larson (Brian), Gregory Walcott (Ed Thornton), Harlan Warde (Tom Boyle), Ken Mayer (sceriffo), Chick Chandler (dottore), Scott Walker (Blue)

## The Love Child
- Prima televisiva: 8 novembre 1970
- Diretto da: Michael Landon
- Scritto da: Michael Landon

### Trama
- Guest star: Michael-James Wixted (Scott), David Bond (dottore), Josephine Hutchinson (Martha Randolph), Carol Lawson (Etta), Will Geer (Zach Randolph), Carol Locatell (Etta)

## El Jefe
- Prima televisiva: 15 novembre 1970
- Diretto da: William F. Claxton
- Scritto da: Ken Pettus

### Trama
- Guest star: Pepe Hern (Rojas), Shug Fisher (Toler), Jaime Sanchez (Ramon Cardenas), Bill Shannon (Brady), Troy Melton (Graves), Anna Navarro (Sara), Warren Stevens (Owen Driscoll), Rodolfo Acosta (sceriffo Rodolfo Aranda), Alex Sharp (Truitt)

## The Luck of Pepper Shannon
- Prima televisiva: 22 novembre 1970
- Diretto da: Nicholas Webster
- Scritto da: John Hawkins

### Trama
- Guest star: Walter Brooke (Corey), Raymond Guth (Jones), Harry Holcombe (dottor Martin), Neville Brand (Pepper Shannon), Arthur Peterson (Donavan), Dan Tobin (Mills)

## The Impostors
- Prima televisiva: 13 dicembre 1970
- Diretto da: Lewis Allen
- Scritto da: Robert Vincent Wright

### Trama
- Guest star: Tony Colti (Randy Bruder), Larry Finley (Petey), Diane Shalet (Mrs. Bud York), Jarion Monroe (Cass), Jim Raymond (vice Harris), William Lucking (Gabe Leroy), Strother Martin (Joad Bruder), Anthony James (Willie), Robert Ridgely (Marley), Harry Harvey (Bixle)

## Honest John
- Prima televisiva: 20 dicembre 1970
- Diretto da: Lewis Allen
- Scritto da: Arthur Heinemann

### Trama
- Guest star: Jack Elam (Honest John), Bucklind Beery (Luke)

## For a Young Lady
- Prima televisiva: 27 dicembre 1970
- Diretto da: Don Richardson
- Scritto da: B. W. Sandefur

### Trama
- Guest star: Peggy Rea (Clara), Jewel Blanch (Carrie Sturgis), Harry Holcombe (dottor Martin), Madeleine Sherwood (zia Vella Owens), William Bramley (Gifford Owens), Paul Fix (Buford Sturgis)

## A Single Pilgrim
- Prima televisiva: 3 gennaio 1971
- Diretto da: William Wiard
- Scritto da: Arthur Weingarten, Suzanne Clauser

### Trama
- Guest star: John Schuck (Tom Brennan), Beth Brickell (Dilsey Brennan), Jeff Corey (Frank Brennan)

## The Gold-Plated Rifle
- Prima televisiva: 10 gennaio 1971
- Diretto da: Joseph Pevney
- Scritto da: Preston Wood

### Trama
- Guest star: George Paulsin (Frank Schneider), James Brown (ragazzo), Jessica Myerson (Mrs. Hagen), John Daniels (ragazzo), Beau Billingslea (ragazzo)

## Top Hand
- Prima televisiva: 17 gennaio 1971
- Diretto da: William F. Claxton
- Scritto da: Arthur Heinemann, John Hawkins

### Trama
- Guest star: Bill Clark (Jimpson), Jerry Gatlin (Quincy), Hal Burton (Smokey), Richard Farnsworth (Sourdough), Roger Davis (Bert Yates), Ben Johnson (Kelly James), Walter Barnes (Weatherby), Eddie Juaregui (Bones)

## A Deck of Aces
- Prima televisiva: 31 gennaio 1971
- Diretto da: Lewis Allen
- Scritto da: Stanley Roberts

### Trama
- Guest star: Bern Hoffman (barista), Lee McLaughlin (giocatore di poker), Guy Wilkerson (Milt Jarvis), Sam Jarvis (operatore del telegrafo), Linda Gaye Scott (Dixie), Jack Collins (Ned Blaine), Charles Dierkop (Nicholson), Alan Oppenheimer (Wentworth), John Gilgreen (impiegato), Stephen Coit (Mel Waters), Ralph James (giocatore di poker), Jeff Morris (Turk), Tom Basham (Dan Fielding)

## The Desperado
- Prima televisiva: 7 febbraio 1971
- Diretto da: Philip Leacock
- Scritto da: George Lovell Hayes

### Trama
- Guest star: Michael T. Mikler (Thad), George Dunn (Andy), Marlene Clark (Liza Walter), Sandy Rosenthal (Davy), Warren Vanders (vicesceriffo Cal), Ramon Bieri (sceriffo Solomon), Louis Gossett Jr. (Buck Walter)

## The Reluctant American
- Prima televisiva: 14 febbraio 1971
- Diretto da: Philip Leacock
- Scritto da: Stanley Roberts

### Trama
- Guest star: Pat Houtchens (Rev. Williams), Jill Haworth (Gillian Harwood), Daniel Massey (Leslie Harwood), Sandra Ego (Haida), Boyd 'Red' Morgan (Stokely), Dan Kemp (Bolton), J. Pat O'Malley (Big Mac)

## Shadow of a Hero
- Prima televisiva: 21 febbraio 1971
- Diretto da: Leo Penn
- Scritto da: John Hawkins, Mel Goldberg

### Trama
- Guest star: Steve Shemayne (Thomas Greybuck), Stuart Randall (sceriffo Baker), Linda Watkins (Bertha Cloninger), Laurence Luckinbill (Freed), Lane Bradford (Willis), Ruben Moreno (Sam Greybuck), Dean Jagger (generale Ira Cloninger), John Randolph (Donovan)

## The Silent Killer
- Prima televisiva: 28 febbraio 1971
- Diretto da: Leo Penn
- Scritto da: John Hawkins

### Trama
- Guest star: John Baragrey (dottor George Woodtree), Hal Burton (Barney Bates), Meg Foster (Evangeline Woodtree), Harry Holcombe (dottor Martin), Louise Latham (Harriet Clinton), Bill Clark (Smokey), Ion Berger (dottor George Woodtree)

## Terror at 2:00
- Prima televisiva: 7 marzo 1971
- Diretto da: Michael Landon
- Scritto da: Michael Landon

### Trama
- Guest star: Ron Foster (Graham), Steve Ihnat (Mr. Ganns), Robert Noe (Fred Caldwell), Jesse Vint (Toby Harris), James Jeter (Buck), Bruce Kirby (Mr. Loomis), Dabbs Greer (Sam Dawson), Helen Kleeb (Mrs. Carruthers), Kerry MacLane (Teddy Daws), Iron Eyes Cody (Winnemucca), Byron Mabe (Hunter), Chubby Johnson (John Baines)

## The Stillness Within
- Prima televisiva: 14 marzo 1971
- Diretto da: Michael Landon
- Scritto da: Suzanne Clauser

### Trama
- Guest star: Jo Van Fleet (Ellen Dobbs), Robert Noe (lavoratore nel ranch), Harry Holcombe (dottor Martin), Jeannine Brown (Sally Marks)

## A Time to Die
- Prima televisiva: 21 marzo 1971
- Diretto da: Philip Leacock
- Scritto da: Don Ingalls

### Trama
- Guest star: Vera Miles (April Christopher), Henry Beckman (dottor Phelps), Kimberly Beck (ragazza), Michael Clark (Perkins), Rance Howard (Sam), Melissa Newman (Lori Christopher)

## Winter Kill
- Prima televisiva: 28 marzo 1971
- Diretto da: William Wiard
- Scritto da: Robert Pirosh, John Hawkins

### Trama
- Guest star: Glenn Corbett (Howie Landis), Robert Knapp (Denman), Remo Pisani (barista), Clifton James (Mr. Quarry), Troy Melton (Mr. Gorley), Sheilah Wells (Marie Landis), Stuart Nisbet (Fred Tyson), John Pickard (Griggs)

## Kingdom of Fear
- Prima televisiva: 4 aprile 1971
- Diretto da: Joseph Pevney
- Scritto da: Michael Landon

### Trama
- Guest star: David Canary (Candy Canaday), Richard Mulligan (Farley), Warren Finnerty (bandito), Charles Briles (Billy), Luke Askew (sceriffo Hatch), Alfred Ryder (giudice), Jay D. Jones (bandito)

## An Earthquake Called Callahan
- Prima televisiva: 11 aprile 1971
- Diretto da: Herschel Daugherty
- Scritto da: Preston Wood

### Trama
- Guest star: Leroy Johnson (barbiere), Don Haggerty (sceriffo), Sandy Duncan (Evangeline), Beth Peters (donna), Victor French (Tom Callahan), Larry D. Mann (Alex Steiner), John Mitchum (Meyers), Hal Baylor (Shad Willis), Ted Gehring (Marshal), Dub Taylor (Otto)